# Tarachidia mixta
Tarachidia mixta là một loài bướm đêm trong họ Noctuidae.